# Fuerte Rajgad
El Fuerte Rajgad o fortaleza dominante, es un fuerte de la cima de un monte situado en el distrito de Pune de Maharashtra, India. Anteriormente conocido como Murumdev, el fuerte fue la capital del Imperio Maratha bajo el gobierno de Chhatrapati Shivaji Maharaj durante casi 26 años, después de lo cual la capital fue trasladada al Fuerte de Raigad. Los tesoros descubiertos en un fuerte adyacente se usaron para construirlo y fortificarlo por completo.
El fuerte de Rajgad se encuentra a unos 60 km al suroeste de Pune ya unos 15 km al oeste de Nasrapur en la cordillera de Sahyadris. El fuerte se encuentra a 1400 metros sobre el nivel del mar. El diámetro de la base del fuerte fue de unos 40 km lo que dificultó sitiarlo y aumentó su valor estratégico. Las ruinas de la fortaleza consisten en palacios, cisternas de agua y cuevas. Este fuerte fue construido en una colina llamada Murumbadevi Dongar, la Montaña de la Diosa Murumba. Rajgad se jacta ser el fuerte en el que Chhatrapati Shivaji Maharaj permaneció el mayor número de días.

## Historia
El fuerte ha sido testigo de muchos eventos históricos importantes, incluyendo el nacimiento del hijo de Chhatrapati Shivaji  Rajaram Chhatrapati, la muerte de la reina Saibai de Shivaji, el regreso de Shivaji desde Agra, el entierro de la cabeza de Afzal Khan en las paredes de Mahadarwaja de Balle Killa o las estrictas palabras de Sonopant Dabir a Shivaji. 
El Fuerte de Rajgad fue también uno de los 17 fuertes que mantuvo Chhatrapati Shivaji Maharaj cuando firmó el Tratado de Purandar en 1665, con el general mughal Jai Singh I, líder de las fuerzas de Mughal. Bajo este tratado, fueron entregadas 23 fortalezas a los Mughals. [1]

### Lista de eventos cronológicos
| Año d. C. | Fecha         | Evento |
| --------- | ------------- | --- |
| 1490      |               | Ahmed Bahiri Nizamshah capturó el fuerte |
| 1626      |               | Durante la última lucha de Nizam, Adilshah capturó el fuerte |
| 1630      |               | La fortaleza fue recapturada por Nizamshah con la ayuda de Shahaji |
| 1642      |               | El fuerte estaba incluido en el jagir de Shahaji Raje. |
| 1647      |               | Shivaji capturó el fuerte. |
| 1649      |               | Comenzaron las reparaciones en el fuerte y Shamrao Neelkanth Ranzekar fue nombrado como el Peshwa                                                                           |
| 1654      |               | El fuerte fue renombrado como "Rajgad". Comienza la construcción de nuevas fortificaciones y edificios                                                                      |
| 1658      | 14 de enero   | Chhatrapati Shivaji Maharaj regresó a Rajgad después de conquistar el norte de Konkan                                                                                       |
| 1659      | 11 de junio   | Shivaji se desplazó a Pratapgad para luchar con Afzal Khan |
| 1659      | 5 septiembre  | Saibai, la esposa de Shivaji, murió en el Fuerte de Rajgad |
| 1660      | julio         | Shivaji escapó del asedio de Siddi Jouhar a Panhala y llegó a Rajgad |
| 1661      | julio         | El ídolo de Bhavani, que debía establecerse en Pratapgad, fue llevado primero a Rajgad para ser inspeccionado por Jijabai                                                   |
| 1662      | enero         | La construcción de la fortaleza de Rajgad se completó y Shivaji regresó al fuerte después de capturar a Pen y Kalyan                                                        |
| 1664      | febrero       | El botín de Surat fue llevado a Rajgad |
| 1665      | 30 de abril   | Los mogoles no tuvieron éxito en su ataque al fuerte |
| 1665      | junio         | La carta de Shivaji de aceptar la derrota fue enviada a Jaisingh |
| 1670      | 24 de febrero | Rajaram nació en el Fuerte |
| 1671      |               | La reparación del fuerte comenzó con un costo esperado de 10 000 hons |
| 1689      | junio         | El fuerte fue capturado por Mughals después de que Sambahji fuera asesinado                                                                                                 |
| 1692      |               | Shankarji Narayan capturó el fuerte de los Mugoles |
| 1697      |               | Rajaram regresó a Maharashtra e hizo de Rajgad su nueva capital |
| 1701      | 4 de agosto   | Shahaji Mohite se hizo el havaldar de Padmavati Machi |
| 1704      | 18 de febrero | El fuerte fue entregado a Aurangzeb como parte de un tratado. El fuerte fue renombrado como Nabishahagad. Santaji Shilimkar y Sidoji Thopte fueron asesinados por Aurangzeb |
| 1707      | 29 de mayo    | Gunaji Sawant capturó el fuerte y terminó la Guerra de Independencia de Maratha                                                                                             |
| 1709      |               | Chhattrapati Shahu hizo provisiones para las reparaciones del fuerte |
| 1818      |               | El fuerte de Rajgad pasó a manos de los británicos |